# Tarquinio Provini
Tarquinio Provini   (Cadeo, 29 de maig de 1933 - Bolonya, 6 de gener de 2005) fou un pilot de motociclisme italià que va guanyar dos Campionats del Món consecutius (un de 125cc i un de 250cc) entre 1957 i 1958. Provini va guanyar també quatre vegades el TT de l'illa de Man i 13 campionats d'Itàlia de motociclisme.
Fill del propietari d'un garatge, Provini va créixer envoltat de motors i maquinària. Va començar a anar amb motos a deu anys i va debutar en competició el 1949 malgrat no tenir l'edat mínima reglamentària, per la qual cosa va fer servir el nom del seu oncle per a obtenir la llicència de pilot. El 1954 va guanyar el Motogiro d'Italia. Va passar a competir en Grans Premis a mitjan temporada de 1954 i va guanyar el Gran Premi d'Espanya a finals d'aquell any. El 1957 va guanyar el Campionat del Món de 125cc amb una Mondial i el 1958, el de 250cc amb una MV Agusta.
Quan MV Agusta va deixar de participar en les cilindrades inferiors, Provini va fitxar per l'equip de fàbrica de Moto Morini. El 1963 va lliurar una renyida batalla durant tota la temporada amb Jim Redman (pilot d'Honda) pel títol mundial de 250cc. Cadascun dels dos va guanyar quatre curses i el títol no es va decidir fins a la darrera, al Gran Premi del Japó, en què Redman acabà guanyant el campionat davant de Provini per només dos punts. El 1966, Provini va patir un greu accident al TT de l'illa de Man en què es va fracturar l'esquena, de manera que es va haver de retirar de les curses. Provini va redirigir les seves energies i va co-fundar prop de Bolonya l'empresa Protar, especialitzada en la fabricació de models a escala de motocicletes de curses.

## Resultats al Mundial de motociclisme
Barem de puntuació de 1950 a 1968:
| Posició | 1 | 2 | 3 | 4 | 5 | 6 |
| Punts   | 8 | 6 | 4 | 3 | 2 | 1 |

(Ids. Grans Premis | Llegenda) (Curses en negreta indiquen pole; curses en  itàlica indiquen volta ràpida)
| Any  | Categoria | Equip       | 1      | 2      | 3      | 4      | 5      | 6     | 7     | 8     | 9     | 10    | 11    | 12    | 13    | Punts | Posició | Victòries |
| ---- | --------- | ----------- | ------ | ------ | ------ | ------ | ------ | ----- | ----- | ----- | ----- | ----- | ----- | ----- | ----- | ----- | ------- | --------- |
| 1954 | 125cc     | Mondial     | IOM -  | ULS -  | NED -  | GER -  | NAT 2  | ESP 1 |       |       |       |       |       |       |       | 14    | 4t      | 1         |
| 1955 | 125cc     | Mondial     | ESP -  | FRA 4  | IOM NC | GER -  | NED -  | NAT - |       |       |       |       |       |       |       | 3     | 9è      | 0         |
| 1956 | 125cc     | Mondial     | IOM -  | NED -  | BEL -  | GER 3  | ULS -  | NAT 2 |       |       |       |       |       |       |       | 10    | 4t      | 0         |
| 1957 | 125cc     | Mondial     | GER 2  | IOM 1  | NED 1  | BEL 1  | ULS 2  | NAT - |       |       |       |       |       |       |       | 30    | 1r      | 3         |
| 1957 | 250cc     | Mondial     | GER -  | IOM NC | NED 1  | BEL -  | ULS -  | NAT 1 |       |       |       |       |       |       |       | 16    | 2n      | 2         |
| 1958 | 125cc     | MV Agusta   | IOM NC | NED 3  | BEL 3  | GER 2  | SWE 4  | ULS - | NAT - |       |       |       |       |       |       | 17    | 4t      | 0         |
| 1958 | 250cc     | MV Agusta   | IOM 1  | NED 1  | BEL -  | GER 1  | SWE -  | ULS 1 | NAT - |       |       |       |       |       |       | 32    | 1r      | 4         |
| 1959 | 125cc     | MV Agusta   | IOM 1  | GER 2  | NED -  | BEL 2  | SWE 1  | ULS - | NAT 5 |       |       |       |       |       |       | 28    | 2n      | 2         |
| 1959 | 250cc     | MV Agusta   | IOM 1  | GER -  | NED 1  | BEL -  | SWE -  | ULS - | NAT - |       |       |       |       |       |       | 16    | 2n      | 2         |
| 1960 | 250cc     | Moto Morini | IOM 3  | NED -  | BEL -  | GER -  | ULS -  | NAT - |       |       |       |       |       |       |       | 4     | 9è      | 0         |
| 1961 | 250cc     | Moto Morini | ESP -  | GER 3  | FRA 4  | IOM -  | NED -  | BEL - | DDR - | ULS - | NAT 4 | SWE - | ARG - |       |       | 10    | 6è      | 0         |
| 1962 | 250cc     | Moto Morini | ESP -  | FRA -  | IOM -  | NED 3  | BEL -  | GER - | ULS - | DDR - | NAT 2 | ARG - |       |       |       | 10    | 5è      | 0         |
| 1963 | 250cc     | Moto Morini | ESP 1  | GER 1  | IOM -  | NED 3  | BEL 3  | ULS 2 | DDR - | NAT 1 | ARG 1 | JPN 4 |       |       |       | 42    | 2n      | 4         |
| 1964 | 50cc      | Kreidler    | USA -  | ESP -  | FRA 6  | IOM 8  | NED -  | BEL - | GER - |       |       | FIN - |       | JPN - |       | 1     | 13è     | 0         |
| 1964 | 250cc     | Benelli     | USA -  | ESP 1  | FRA -  | IOM NC | NED 4  | BEL 5 | GER 5 | DDR - | ULS - |       | NAT - | JPN - |       | 15    | 5è      | 1         |
| 1965 | 250cc     | Benelli     | USA -  | GER -  | ESP -  | FRA -  | IOM 4  | NED - | BEL - | DDR - | CZE - | ULS - | FIN - | NAT 1 | JPN - | 11    | 7è      | 1         |
| 1965 | 350cc     | Benelli     |        | GER -  |        |        | IOM NC | NED - |       | DDR - | CZE - | ULS - | FIN - | NAT 3 | JPN - | 4     | 13è     | 0         |
| 1966 | 350cc     | Benelli     | GER 2  | FRA -  | NED -  | DDR -  | CZE -  | FIN - | ULS - | IOM - | NAT - | JPN - |       |       |       | 6     | 11è     | 0         |